# فدریکو اسکپی
فدریکو اسکپی (انگلیسی: Federico Scappi؛ زادهٔ ۱۳ مهٔ ۱۹۹۴) بازیکن فوتبال اهل ایتالیا است.
از باشگاه‌هایی که در آن بازی کرده‌است می‌توان به باشگاه فوتبال کیه‌وو ورونا، باشگاه فوتبال اینتر میلان، و باشگاه فوتبال رجانا اشاره کرد.